# Luther Peak
Der Luther Peak ist ein 820 m hoher Berg an der Borchgrevink-Küste des ostantarktischen Viktorialands. In den Admiralitätsbergen ragt er 18 km südöstlich des Mount Peacock oberhalb des Edisto Inlet auf.
Wissenschaftler der ersten US-amerikanischen Operation Deep Freeze kartierten ihn im März 1956 anhand von Radarmessungen. Das Advisory Committee on Antarctic Names benannte den Berg 1956 nach Roger William Luther (1911–2006), Kapitän des Eisbrechers USCGC Edisto, mit dessen Hilfe die Radarmessungen durchgeführt wurden.